# Bernard Vogler
Pour les articles homonymes, voir Vogler.
Bernard Vogler est un historien et universitaire français, né le 30 avril 1935 à Obermodern (Bas-Rhin) et mort le 2 décembre 2020 à Strasbourg. 
Professeur à l’université de Strasbourg, il est connu comme spécialiste de l’histoire de l'Alsace et de l’histoire religieuse du XVe au XXe siècle dans le monde germanique.

## Biographie

### Milieu familial
Bernard Vogler est le fils de Georges Vogler, menuisier, et de Catherine Merckling. Il s'est marié le 24 août 1960 à Chantal Fischer, maître de conférence honoraire d’histoire romaine à l’université Lyon II. Le couple a six enfants.

### Études et carrière
Bernard Vogler fait ses études primaires en allemand à Obermodern, puis au lycée de Bouxwiller. Il fait ses études à l’école normale d’instituteurs de Lyon, (1953-1955), et enseigne plusieurs années comme instituteur, tout en réalisant des études d’histoire à l’université de Lyon (1955-1960), au terme desquelles il obtient l'agrégation (1960).
Il est nommé professeur de lycée à Colmar, puis à Strasbourg (1960-1965), puis attaché de recherche au CNRS de 1965 à 1969. Il soutient en 1969 une thèse de 3e cycle consacrée à La politique scolaire dans le Duché de Deux Ponts de 1555 à 1618 et devient assistant puis maître-assistant à l’université Strasbourg II (1969-1976). 
Après la soutenance d'une thèse de doctorat d’État en 1972 à l'université Paris-Sorbonne intitulée L’implantation des églises protestantes dans les pays palatins de 1556 à 1619, il est nommé professeur d’histoire moderne et d'histoire de l'Alsace à l'université de Strasbourg. 
Bernard Vogler est également directeur de l’Institut d'histoire d'Alsace (1976-2003), directeur du Centre de recherche régionale et rhénane (1984-2003). Il a été professeur invité à Neuchâtel (1981) et à Stuttgart (1992). Il devient professeur émérite en 2003.

### Activités de recherche
Ses nombreux travaux ont porté sur l’histoire religieuse du Palatinat au XVIe siècle, sur l’histoire d’Alsace dans ses dimensions religieuse, culturelle, économique et politique, et aussi sur le monde germanique et helvétique au temps des Réformes. Outre ses divers livres, Bernard Vogler a publié une centaine d’articles et de contributions à des recueils collectifs, soit en français, soit en allemand. Il a organisé plusieurs colloques nationaux et internationaux à l’université Strasbourg II : colloque sur les visites d’Église chez les protestants aux XVIe et XVIIe siècles en 1977, colloque sur les actes notariés en 1980, congrès de la Commission internationale d’histoire ecclésiastique comparée en 1983, en tant que secrétaire général de cette commission, sur « Églises et pouvoirs », Congrès des sociétés savantes (CTHS) de Strasbourg en 1988, colloque sur Jean-Daniel Schoepflin avec Jürgen Voss en 1994.

### Activités liées au protestantisme
Ses travaux de recherche scientifiques ainsi que son engagement comme membre du comité de la Société d’histoire du protestantisme français ont contribué de façon significative à la connaissance et à la diffusion des savoirs concernant l'histoire de la Réforme et du protestantisme. Sur un plan local, Bernard Vogler a également été membre puis vice-président du consistoire du Temple-Neuf à Strasbourg (1976-1994). Sur un plan régional, il a été membre du chapitre de Saint-Thomas (1992-2005) et du consistoire supérieur de l’Église de la Confession d'Augsbourg d'Alsace et de Lorraine (1997-2005).

### Activités régionales et transfrontalières
Très enraciné dans la région, Bernard Vogler a su éveiller l’intérêt d’un large public pour l’histoire de l'Alsace par ses publications, par l’enseignement de l’histoire d’Alsace, par ses émissions à France 3 Alsace, par ses conférences, par sa participation à des sociétés d’histoire, surtout à Strasbourg et Saverne, et par ses articles dans les DNA où Bernard Vogler est correspondant depuis 1996. Très attaché au bilinguisme, il a toujours œuvré pour la rencontre entre la culture française et la culture allemande, en particulier par ses nombreuses conférences dans l’une ou l’autre langue et la participation à des colloques dans une quinzaine d’universités allemandes. Il est membre correspondant de la Kommission für geschichtliche Landeskunde in Baden-Württemberg à Stuttgart et membre de l’Alemannisches Institut à Fribourg-en-Brisgau. Il est membre de l’Académie d’Alsace à Colmar et membre du comité de l’Académie rhénane à Strasbourg.

### Activités sur le plan national
Bernard Vogler a été membre du Conseil national des universités (1984-2002), membre du Comité des travaux historiques et scientifiques (CTHS) de 1989 à 2000, secrétaire, puis vice-président de la Commission internationale d’histoire ecclésiastique comparée (CIHEC) de 1975 à 2001.

### Activités extra-universitaires
Bernard Vogler est président de l’Université du temps libre (UTL) de 2004 à 2008, président des Amis du Vieux Strasbourg de 2005 à 2013, membre du Conseil de Caisse d'épargne à Strasbourg (SLE) de 1985 à 2015.

### Activités en retraite
Il collabore au Dictionnaire historique des protestants français de 1787 à nos jours, sous la direction d'André Encrevé et Patrick Cabanel, ainsi qu'au Dictionnaire historique des institutions d’Alsace depuis 2010 (7 cahiers parus A-F).
Bernard Vogler meurt le 2 décembre 2020 à Strasbourg, à l’âge de 85 ans.

## Publications
(Liste non exhaustive)

### Ouvrages
- (Thèse d'État) Vie religieuse en pays rhénan dans la seconde moitié du 16e siècle (1555-1619), Université de Lille, 1974, (3 vol.), La Sorbonne, 1972.
- Le clergé protestant rhénan au siècle de la Réforme, Presses universitaires de Strasbourg, Strasbourg, 1976.
- Le monde germanique et helvétique à l’époque des Réformes 1517-1618, 2 vol., éd SEDES, Paris, 1981.
- Histoire de la Caisse d’Épargne de Strasbourg, Strasbourg, 1985
- Histoire culturelle de l’Alsace, La Nuée Bleue, Strasbourg, 1993, 4e édition 1994.
- Histoire des chrétiens d’Alsace des origines à nos jours, Desclée, Paris, 1994.
- Histoire politique de l’Alsace, La Nuée Bleue, Strasbourg, 1995
- Histoire économique de l’Alsace, en collaboration avec Michel Hau, La Nuée Bleue, Strasbourg, 1997.
- L’Almanach de l’Alsace, Larousse, Paris, 2001.
- Strasbourg d’après-guerre (1945-1950), Le Verger, Strasbourg, 2002
- Nouvelle histoire de l’Alsace (direction), Privat, Toulouse, 2003.
- Journal de l’Alsace des origines à nos jours, Larousse, Paris, 2004.
- (direction) La Décapole. Dix villes libres alliées pour leurs libertés 1354-1679, La Nuée Bleue, Strasbourg, 2009.
- (de) Geschichte des Elsass, Kohlhammer, Stuttgart, 2012.

### Mélanges
- Dominique Dinet & François Igersheim (éds). Terres d'Alsace, chemins de l'Europe, mélanges offerts à Bernard Vogler, Presses universitaires de Strasbourg, Strasbourg, 2004. (Bibliographie complète, p.13-31), 543 p.

## Distinctions

### Décorations
- Chevalier de la Légion d'honneur
- Officier de l'ordre national du Mérite
- Officier de l'ordre des Palmes académiques

### Prix
- Prix Strasbourg, 1974
- Prix Marie-Eugène Simon-Henri-Martin de l’Académie française en 1977
- Prix littéraire de l'Académie des Marches de l’Est, 1994
- Prix Georges-Goyau (médaille d'argent) de l’Académie Française, 1994
- Prix Flach de l’Académie des sciences morales et politiques, 1995
- Prix d’honneur des Amis du Vieux Strasbourg, 2000.